# Mazerolles (Hautes-Pyrénées)
Mazerolles település Franciaországban, Hautes-Pyrénées megyében. Lakosainak száma 110 fő (2022. január 1.). Mazerolles Estampures, Antin, Bernadets-Debat, Bouilh-Devant, Fréchède és Saint-Sever-de-Rustan községekkel határos.

## Népesség
A település népességének változása:
| Lakosok száma | 112  | 109  | 106  | 105  | 106  | 105  | 108  | 110  |
|               | 2013 | 2015 | 2017 | 2018 | 2019 | 2020 | 2021 | 2022 |